# 브랫 팩
브랫 팩(Brat Pack)은 1980년대 할리우드 청춘 영화에 출연한 젊은 배우들에 붙은 별명이다.

## 개요
브랫 팩은 1950년대와 1960년대에 험프리 보가트 측근의 별명 랫 팩에서 따온 이름으로, 이 말은 1985년 잡지 〈뉴욕〉에 게재된 기사에서 유명해졌다. 기사 안에, 에밀리오 에스테베스, 저드 넬슨, 롭 로, 숀 펜, 로버트 다우니 주니어, 심지어 《아웃사이더》의 출연자, 톰 크루즈, C. 토마스 하웰, 맷 딜런, 랄프 마치오 등 다수의 배우가 언급되었지만 일반적으로는 존 휴스의 《조찬 클럽》과 조엘 슈마허의 《열정》의 출연자를 중심 멤버로 한다. 즉 에스테베스, 넬슨, 로, 앤서니 마이클 홀, 몰리 링월드, 데미 무어, 앨리 시디, 앤드루 매카시 8명이다. 메어 위닝햄은 《열정》에 출연했음에도 불구하고, 그 이외에는 다른 회원들과 협연한 적이 없었기 때문에 목록에서 제외되는 경우가 많다.

## 같이 보기
- 어린이 배우
- 프랫 팩
- 청춘 영화